# Karang Agung (Kedurang)
Karang Agung is een bestuurslaag in het regentschap Bengkulu Selatan van de provincie Bengkulu, Indonesië. Karang Agung telt 568 inwoners (volkstelling 2010).